# 白頭山
白頭山（はくとうさん、ペクトゥサン）は、朝鮮民主主義人民共和国（北朝鮮）両江道と中華人民共和国（中国）吉林省の国境地帯にある標高2,744mの火山。別名、長白山（ちょうはくさん）。天池の両側に朝鮮半島と中国東北部の最高峰がある。

## 名称
中国吉林省と北朝鮮両江道の国境地帯にあるこの山は、古くは「不咸山」「白山」「太白山」と呼ばれた。このうち「白山」「太白山」は中国でも朝鮮でも後世までこの山の別名としても使われた。李氏朝鮮の時代には「太白山」と呼んでいた。現在北朝鮮と大韓民国（韓国）が用いている白頭山という名称の起源は不明である。
満洲民族の満洲語ではゴルミン・シャンギャン・アリン（満洲文字:ᡤᠣᠯᠮᡳᠨ
ᡧᠠᠩᡤᡳᠶᠠᠨ
ᠠᠯᡳᠨ、転写：golmin šanggiyan alin、漢字音写：果勒敏珊延阿林、意は「どこまでも白い山」）と金の時代より使われ始めた。
清朝では長白山（ちょうはくさん。中国語: 簡体字中国語: 长白山; 繁体字: 長白山、チャンパイシャン、Chángbáishān）と漢訳され定着している。

山の語源

### 呼称問題
現在も実効支配の領土地域ではないが、韓国は「長白山」呼称は中国による侵略の残滓であるとして国際的な呼称問題運動を展開して摩擦を起こしてきた。また、領有権について歴史認識問題も発生している（#領有問題）。その結果、近年では「長白山」より「白頭山」の名称が先に記述されたり、世界各国でアルファベット表記の Paektu (-san)、Baekdu (-san) が採用されるにいたって、後手にまわった中国で反発の声があがり、「長白山」の名称を積極的に使うように各地で巻き返し運動が展開されている。
一方、朝鮮民主主義人民共和国においても、韓国と同様に「白頭山」の名称が使われるが、金日成将軍の歌の歌詞に見られる様に「長白山（장백산）」の名称が使われる例もある。

## 地質学的特徴

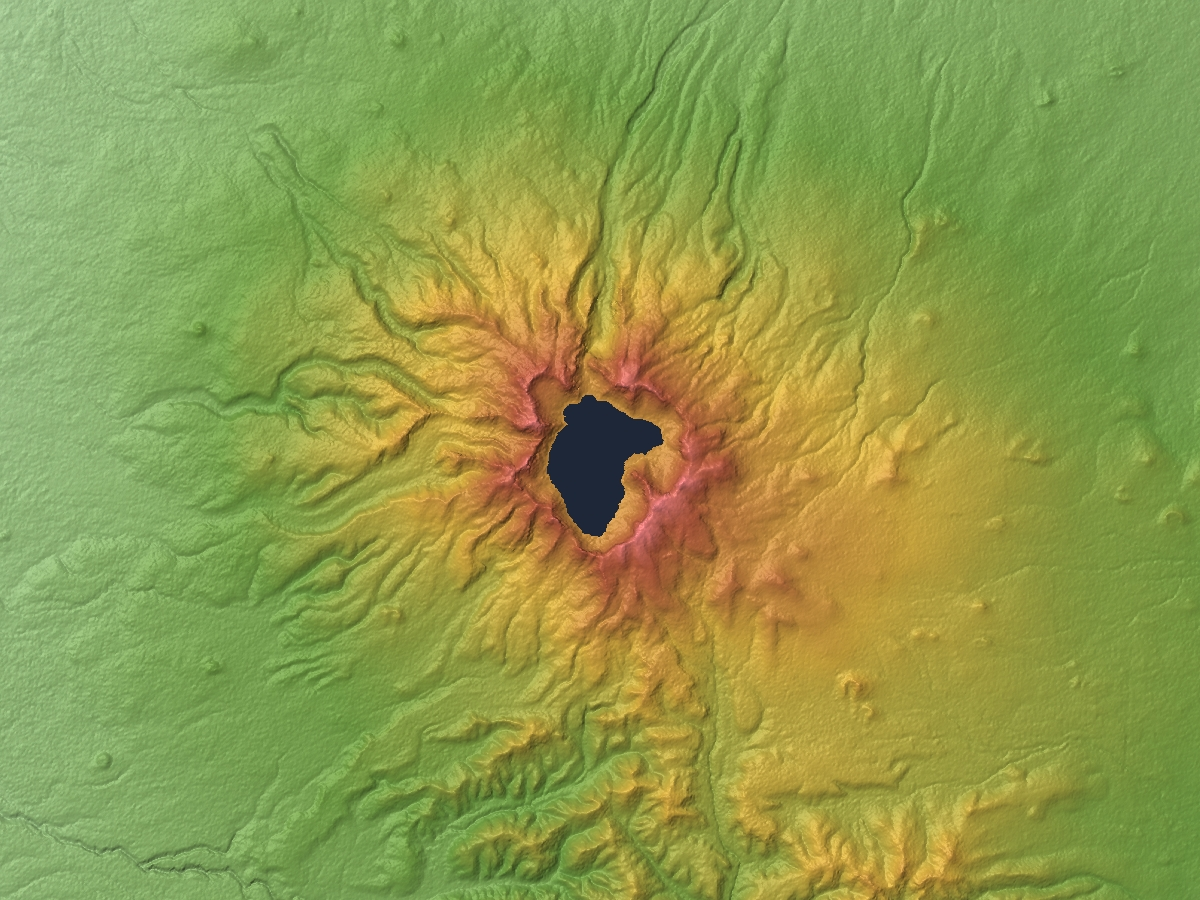
地形図

山の中央部は、地下のマグマの上昇圧力により、毎年3mmずつ上昇を続けている。また、黒曜石の産地でもあり、朝鮮半島北部の旧石器時代から新石器時代の遺跡で出土する石器に用いられる黒曜石の産地は白頭山であることが多く、既に黒曜石を介した交易が存在したとされている。
なお、海溝の沈み込み帯から離れ過ぎた位置に存在している火山のためマグマの成因が不明であったが、2009年9月から3年間かけた地球深部の三次元構造調査・研究の結果、中国北東部（白頭山）の地下に沈み込んでいる太平洋プレートのマントル遷移層スタグナントスラブに、大きな穴が空いていることが発見され、穴と白頭山の成因に関連性があると考えられている。
火砕流のなどの火山活動の痕跡が多く残っているため、2024年に中国側が、2025年に北朝鮮側がユネスコ世界ジオパークに指定された。
天池

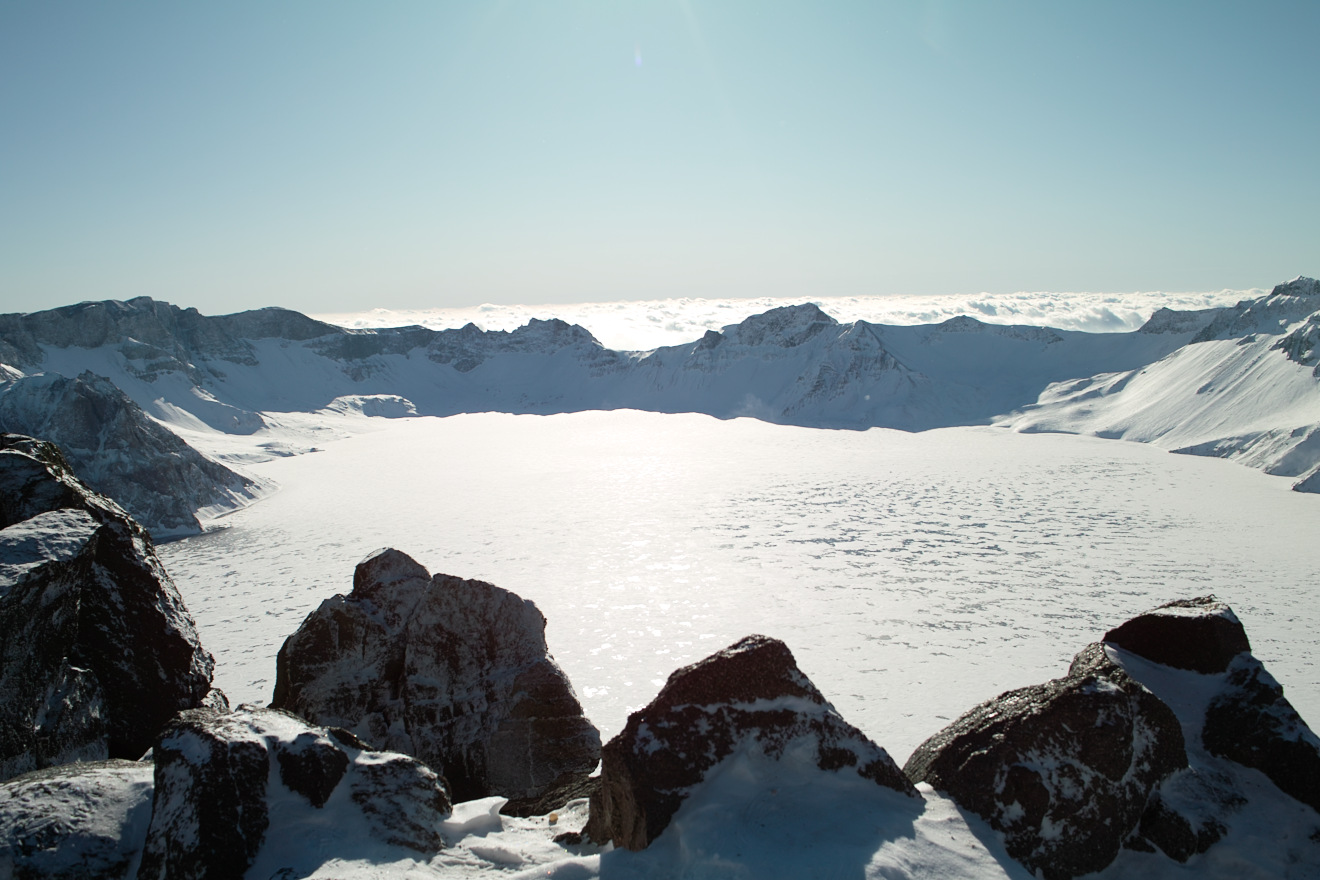
冬の山頂の天池

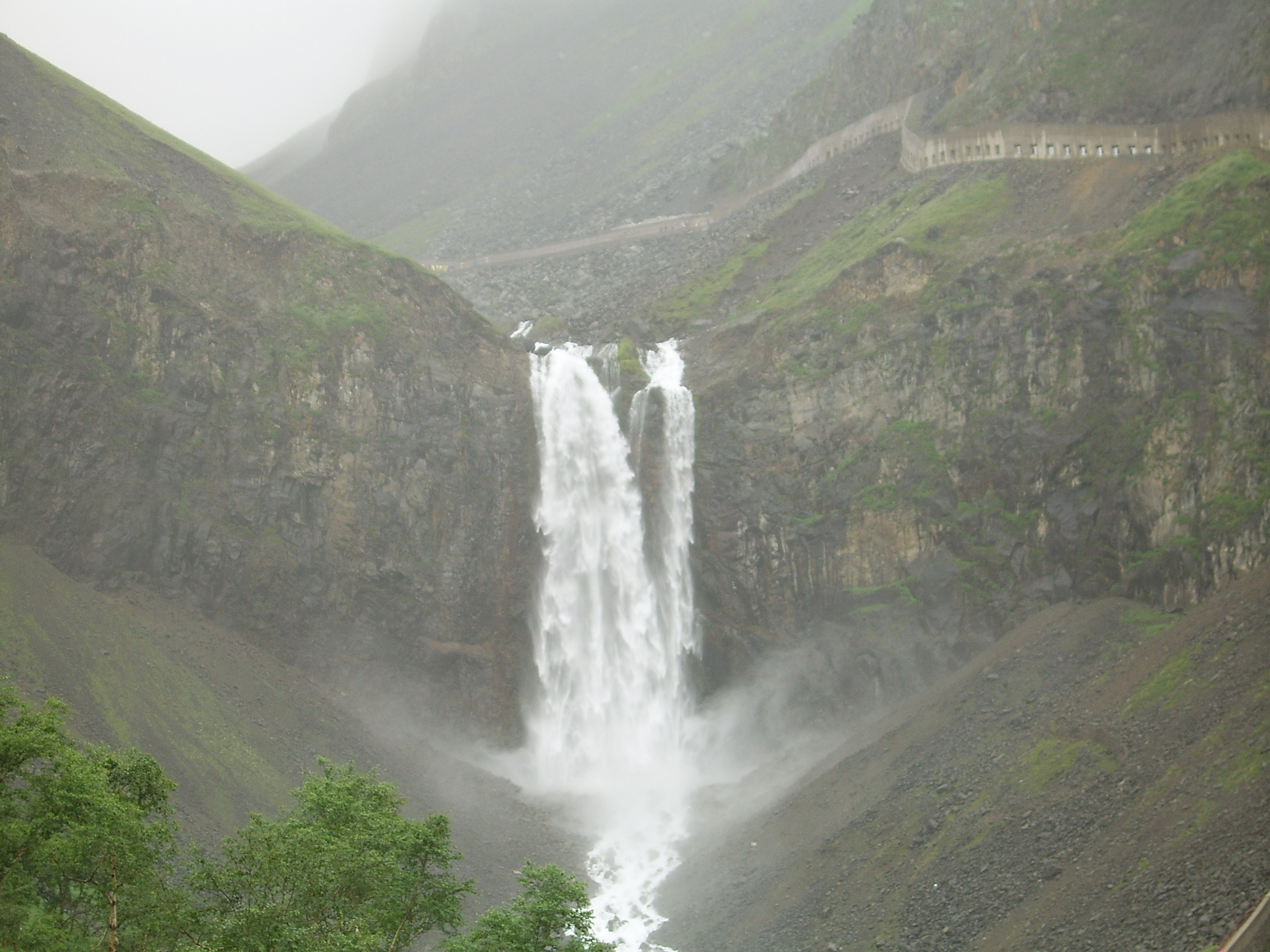
長白瀑布

頂上には天池と呼ばれるカルデラ湖がある。満洲を潤す松花江、および中国と北朝鮮の国境である鴨緑江・豆満江はこの湖を源としており、分水嶺ならぬ分水湖である。天池は周囲12kmから14kmで水深の平均は213m、一番深い部分は384mとなっている。10月中旬から6月中旬までは天池は氷に覆われる。
天池の周りは2,500mを超す16個の峰が取り囲んでいる。北朝鮮側の将軍峰（白頭峰）は韓国を含む朝鮮半島の最高峰であり、1年のうち8ヶ月は雪に覆われている。中国側の白雲峰は東北部の最高峰である。
天池から北に出る川があり、出てすぐのところで落差70mの滝長白瀑布を形成している。
山麓

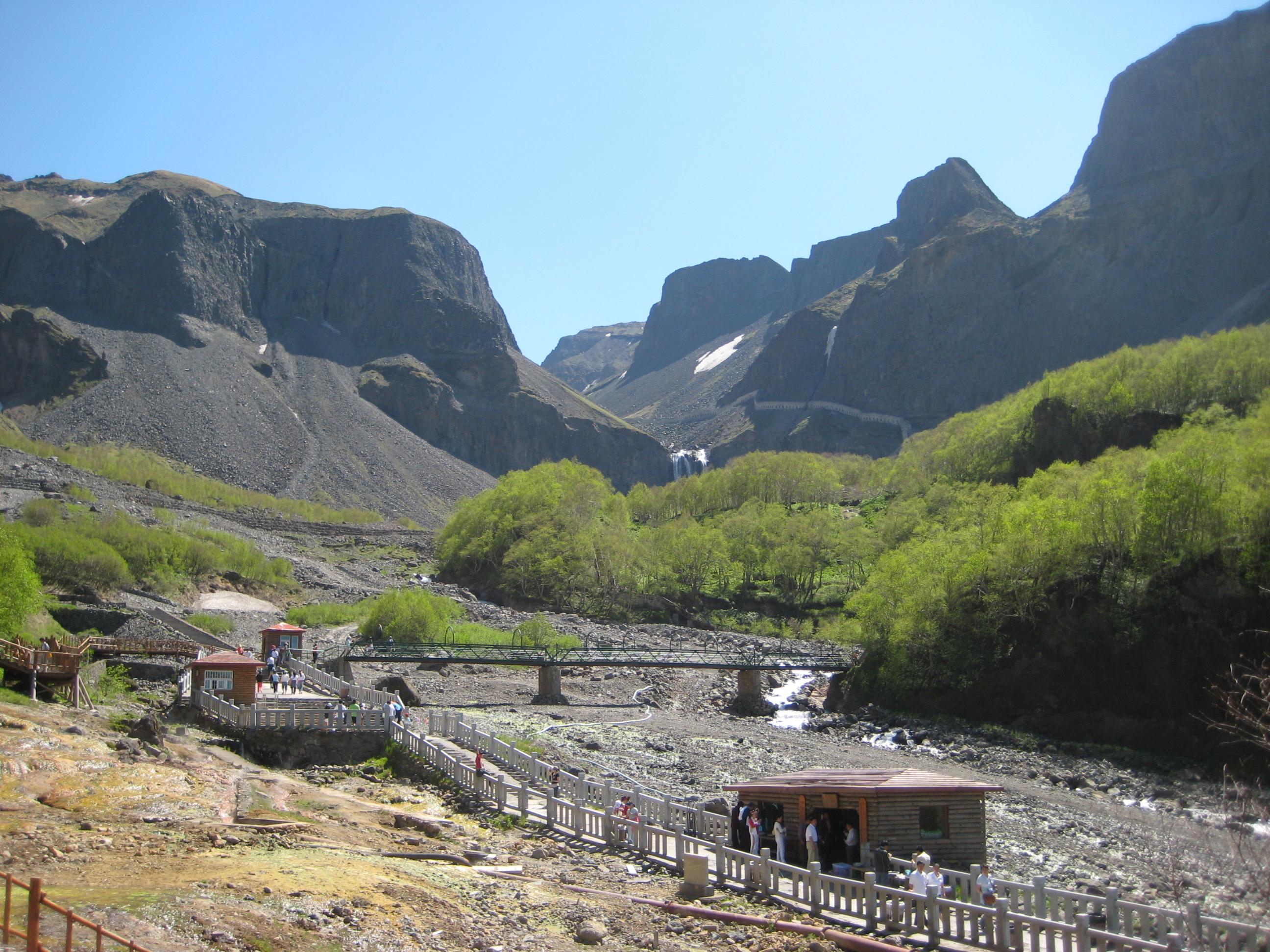
白頭山の北麓

山麓は、朝鮮側は朝鮮半島の摩天嶺山脈などの高原地帯、中国側はなだらかな傾斜が東北平原まで続く。
山麓の植生は多様で、高度によって落葉樹林、温帯広葉混交樹林、針葉樹林、ヒメカンバの林と高山ツンドラがそれぞれ分布する。山脈にはヤチダモ、チョウセンゴヨウ、チョウセンカラマツ、オウシュウトウヒなどの木が多く生えており、山麓にはアムールトラ、コウライアイサが生息し、ヨーロッパクサリヘビの隔離された個体群も細々と生息している。
1979年に中国境内の部分が「長白山生物圏保護区」、1989年に北朝鮮境内の部分が「白頭山生物圏保護区」としてユネスコの生物圏保護区にそれぞれ登録された。
中国側の山麓では、朝鮮人参の中国版とも言える長白山人参（又は中国産朝鮮人参）が栽培され、日本などに輸出されている。この他、中国側では様々な薬草が栽培されている。
地滑り地形
約1300年前の噴火活動の結果として山腹には、幅200mを超える地滑りの痕跡が多数見つかっている。特に、天池の火口壁周辺には地滑りの前兆とみられる亀裂が多数あり、将来白頭山近傍で発生するあらゆる地震動は斜面崩壊を誘発する危険性があり斜面災害の発生が懸念される、と指摘されている。

### 気候
白頭山の気候は基本的にモンスーンの影響を受ける温帯の大陸性気候であるが、非常に移り気である。山頂の年平均気温は摂氏マイナス8.3度である。夏の間は18度に届く時もあるが、厳冬期はマイナス48度にまで下がる時がある。1月の平均気温はマイナス24度、7月の平均気温は10度であり、一年のうち8ヶ月は気温はマイナスにまで下がる。山頂の平均風速は秒速11.7m、12月には平均で秒速17.6mの強風となる。平均湿度は74%。

### 火山活動
近代的な火山研究が始まったのは1900年代以降で活動歴の解明は進んでおらず、研究者により様々な年代の噴火説が出されている。周辺国の歴史記録書に白頭山の火山活動を示唆する記述がある。
- 日本紀略によれば、893年。
- 三国史記によれば、917年。
- 李氏朝鮮時代の『朝鮮王朝実録』には、1413年、1597年、1668年に火山活動があったと解釈出来る記述があるが、実際に噴火したのは、1597年と1702年であるとする説もある[12]。
- 1597年10月6日から8日にかけての噴火では、噴火に伴い発生した地震の震動がソウルでも感じられた[13]。

#### 946年の活動
白頭山は約1万年間の活動休止期間後の946年冬に過去2000年間で世界最大級 (見かけ噴出量100km3, VEI-7)と推定される巨大噴火を起こし、その火山灰は偏西風に乗って日本の北海道や東北地方にも降り注いだ（白頭山苫小牧テフラ(B-Tm）。『興福寺年代記』に「（天慶九年）十月七日夜白灰散如雪」とあり、ユリウス暦946年11月3日におそらく奈良で降灰があったことが示唆されており、これがB-Tmである可能性が指摘されている。また、奈良から北に約100kmに位置する水月湖のSG06コアでも、SG06-0226火山灰がB-tmに対比されており、水月湖で降灰があったことを裏付ける。
噴出物の地質調査結果によれば活動は6ステージに分けられる。
1. A:一連の活動に先立った活動と考えられ、二道白河泥流堆積物を形成した活動で、現在の二道白河最上流部で大崩壊が発生。
2. B:プリニー式噴火による白頭降下軽石層。白頭山の東方向から東南方向に堆積している灰白色粗粒降下軽石層を形成。
3. C:長白山火砕流堆積物を形成する活動で破局的噴火。珪長質軽石を主成分とし平均堆積厚数メートルで山体の周辺に広く分布する。総体積は、10km3と推定されている。
4. D:両江火山砂礫層。AとCの活動による噴出物が北麓に堆積し、洪水・氾濫により段丘を形成している。山頂から70kmの距離で10m程度の堆積厚が確認された場所もある。
5. E:円池降下軽石・火山灰層。山頂から東方向に分布する軽石・火山灰層を形成した活動。砂が風によって移動し各所に砂丘が形成されている。
6. F:北麓の海抜1100m以上に分布する白山火砕流堆積物を形成した活動。

#### 2000年以降の活動
2002年から2005年頃まで周辺で群発地震が散発的に発生し、地割れや崩落が起き山頂の隆起が観測されていた。更に、2006年には衛星画像の解析から山頂南側で温度上昇が観測され、ロシア非常事態省は、白頭山に噴火の兆候があると発表している。2002年以降、地震の回数が以前よりも約10倍に増加。頂上の隆起・カルデラ湖や周辺林からの火山ガスの噴出が確認されている。
その後の2010年、アイスランドでエイヤフィヤトラヨークトルが噴火し、翌2011年3月には東北地方太平洋沖地震が発生した。これを機に、学界で893年の噴火を引いて、影響が広域に渡り、今後噴火する懸念がある火山として提起され注目を浴びた。10世紀以降、すべての噴火の記録は詳細ではないが、おおよそ活動間隔は約100年程度とされており、また10世紀での規模で噴火すれば、その規模はエイヤフィヤトラヨークトルの約1000倍となり、極東地域では甚大な被害が予想され、4、5年以内に噴火する懸念があるとして大韓民国気象庁が対策に乗り出したとされた。さらに2017年に白頭山に近い豊渓里で北朝鮮が大規模な核実験を行ったことも不安を助長した。

## 歴史
白頭山は濊貊族が建てた高句麗（鴨緑江・渾江）に近く、494年に夫余を滅ぼした勿吉（靺鞨）族のうち粟末靺鞨と白山靺鞨もこの山の周辺にいた。高句麗滅亡後の698年に建国した渤海は山の近くに中京顕徳府を置き、山を囲んで五京を置いた。926年に契丹（遼）は渤海を滅ぼして東丹国を建てた。その後は黒水靺鞨から発展した金の領土、モンゴル帝国の領土と変遷していった。
朝鮮人が白頭山の半分を領有するようになったのはモンゴルの衰退後、李氏朝鮮の世宗（在位：1418年 - 1450年）の時代になってからであり、世宗は鴨緑江・豆満江沿いの要塞化を進め、白頭山は朝鮮民族と女真民族との境界となった。

### 白頭山信仰
朝鮮民族
白頭山は周囲に住む民族から崇拝を受けてきた。文化・信仰としてはまず、韓国でも北朝鮮でも、『三国遺事』が引用する「朝鮮古記」による「檀君神話」が国定教科書で教えられていて、最初期の朝鮮国が白頭山で起こり、その後、平壌に遷都したので、白頭山は「朝鮮民族の揺り籠」であると多くの人が信じている。
しかしその根拠になっている『三国遺事』に登場する山の名前は太伯山で、今（『三国遺事』が書かれた当時の今）の妙香山（北朝鮮の平安道にある山）だと書かれている。なお『三国遺事』の第三巻に含まれる「臺山五萬真身」と「溟州五臺山寶叱徒太子傳記」に白頭山という名称が見受けられ、これが朝鮮の文献における白頭山という名称の初出であるが、これは現在の江原道内の山であって現在の白頭山のことではない。仏教関連の項目に、中国の五臺山（五台山）などと共に、仏教の修行地として登場している。
李栄薫は、現在白頭山は朝鮮民族の聖地ではあるが、李氏朝鮮時代の白頭山は、性理学の自然観と歴史観とを象徴する山であり、朝鮮民族の聖地ではなかったこと、20世紀植民地時代に消滅の危機に瀕した朝鮮人が民族意識を共有するに至り、白頭山が朝鮮民族の聖地に生まれ変わった事を論証している。それによると、1778年に、徐命膺という学者・高級官僚が白頭山に登ったが、徐命膺は「この場所は中国領でもなく朝鮮領でもない遥かな辺境であり、千年に一人二人登るか登らないかという場所であるが、ついに私が登ってみると、この大きな池（天池）の名がないので、天が私に名をつけよという思し召しだろう」と言いつつ、「太一沢」と名付けた。「太一沢」とは森羅万象が太極に起源をもち、森羅万象は太極に帰一するという意味であり、太極を発想した徐命膺に、檀君翁の降臨した場所であると興奮する今日の韓国人の姿はみられない。徐命膺以外にも、18世紀から19世紀にかけて幾人が白頭山登山記を残したが、ある人は白頭山を天下一の名声高い中国の崑山の脈を正統に受け継ぐ山であると言い、ある人は白頭山から朝鮮領を見下ろし、箕子の国が広がっていると詠い、李朝時代の白頭山は、性理学の自然観と歴史観とを象徴する山であり、20世紀に入り日本の抑圧を受け消滅の危機に瀕した朝鮮人は、民族という新たな発見に至り、白頭山が民族の聖地に変わった。そして、白頭山を神聖視した最初の人物は崔南善であり、崔南善は白頭山で発生した茀咸文明こそが朝鮮文明の根源であるという学説を作り出し、証明するために1927年に白頭山へ登り、『白頭山覲讃記』を著わすが、崔南善にとって白頭山は民族の聖地であり、白頭山は消えゆく朝鮮人が生まれ変わるべき母親の子宮のような場所であった。
高句麗
高句麗の白頭山信仰は直接的には伝わらないが、白頭山と鴨緑江に関係する始祖伝説がある。東明聖王#天光受胎を参照。
勿吉・靺鞨
『北史』勿吉伝には「國南有從太山者，華言太皇，俗甚敬畏之，人不得山上溲汙，行經山者，以物盛去。上有熊羆豹狼，皆不害人，人亦不敢殺」とあり、この山の古い信仰を伝えている。『魏書』勿吉伝には「國南有徒太山，魏言「大白」，有虎豹羆狼害人，人不得山上溲汙，行逕山者，皆以物盛」、『隋書』靺鞨伝には「有徒太山者，俗甚敬畏，上有熊羆豹狼，皆不害人，人亦不敢殺」とある。
女真・清朝

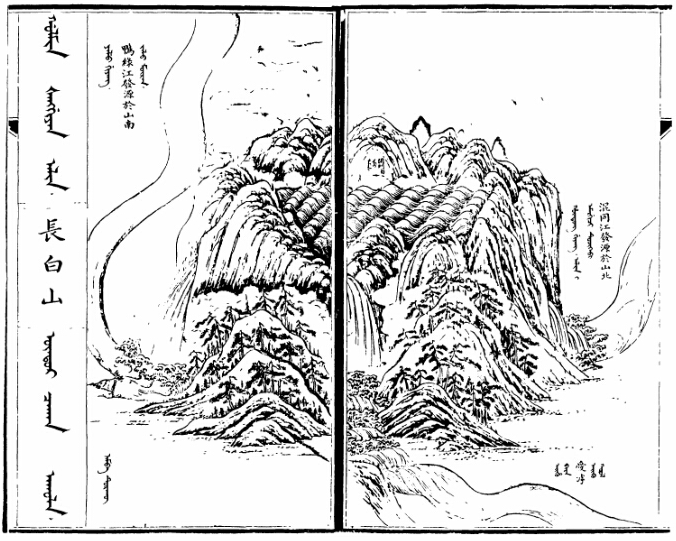
『満洲実録』の長白山

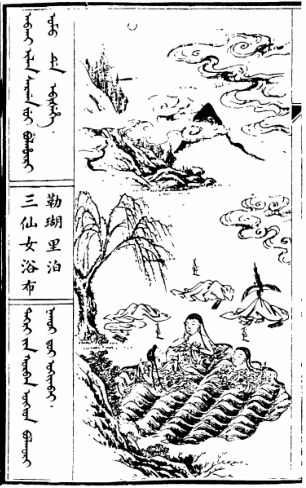
天女の三姉妹『満洲実録』

女真族はこの山を霊山とし、彼らが建てた金は、1172年には山に住む神に「興国霊応王」の称号を贈り、1193年には「開天宏聖帝」と改めている。彼らが改名した満洲民族が建てた清は女真語の呼称を「長白山」と漢訳し、金と同様、この山に対する毎年の典礼を行った。清朝の歴史書『満洲実録』によると、清朝の皇室アイシンギョロ氏の祖先は長白山の東北にあるブクリ山(満洲文字:ᠪᡠᡴᡡᡵᡳ
ᠠᠯᡳᠨ、転写：bukūri alin)のブルフリ湖(満洲文字:ᠪᡠᠯᡥᡡᡵᡳ
ᠣᠮᠣ、転写：bulhūri omo)で水浴びをしていた三姉妹の天女の末の妹フェクレン(満洲文字:ᡶᡝᡴᡠᠯᡝᠨ、転写：fekulen)が、天の神の使いのカササギが運んできた赤い実を食べて妊娠して生んだ男の子ブクリ・ヨンション（満洲文字:ᠪᡠᡴᡡᡵᡳ
ᠶᠣᠩᡧᠣᠨ、転写：bukūri yongšon)である。ブクリ・ヨンションは成長後、母から乱れた女真の国を治める天命を受けて生まれてきたことを聞かされ、長白山から船に乗って川を下っていき、争っていた三姓(ᡳᠯᠠᠨ
ᡥᠠᠯᠠ、転写：ilan hala)の女真の人々はブクリ・ヨンションを見て争いをやめ、王として仰いだ。清朝時代には長白山は神聖な山としてあがめられた。また東三省は封禁地とされたため東三省に含まれる長白山も自動的に一般人が立ち入ることは禁止されていた。

### 近代
近代朝鮮のナショナリズム
朝鮮王朝末期の19世紀終わりから20世紀にかけて、白頭山を朝鮮人のナショナリズムの象徴とする運動が生まれ、それ以降、大韓民国や北朝鮮双方の国歌や朝鮮民族の代表民謡であるアリランでも歌われるようになった。過激な韓国人民族主義者が白頭山を自国領と主張するパフォーマンスが行うことがあり、中国を警戒させている。
抗日ゲリラの拠点 (革命の聖地）
第二次世界大戦前は、満洲国との境界であったことから、白頭山山麓の針葉樹の密林は反満抗日ゲリラの拠点ともなり、しばしば日本軍によるゲリラ掃討戦が繰り広げられた。
朝鮮民主主義人民共和国（北朝鮮）の金日成主席は、自分が白頭山を根拠とするゲリラ（抗日パルチザン）の指導者であり、1942年2月16日に小白水の谷にある白頭山密営で白頭山の女将軍である金正淑との間に長男の金正日（後の総書記・国防委員会委員長）が生まれたと公表しており、現地では「生家」とともにそのような案内が行われているが、証言などから「金正日は1941年2月16日にソビエト（ロシア）極東地域で生まれた」とする説が有力となっている。1988年には白頭山の一部を構成する将帥峯が正日峰に改称されている。
白頭山登山
1934年12月から翌年1月にかけて京都大学山岳部のパーティ（立山の佐伯宗作・大町の大和由松の両山岳ガイドが同行）が白頭山の登頂に成功している。

## 領有問題
清・朝鮮定界碑

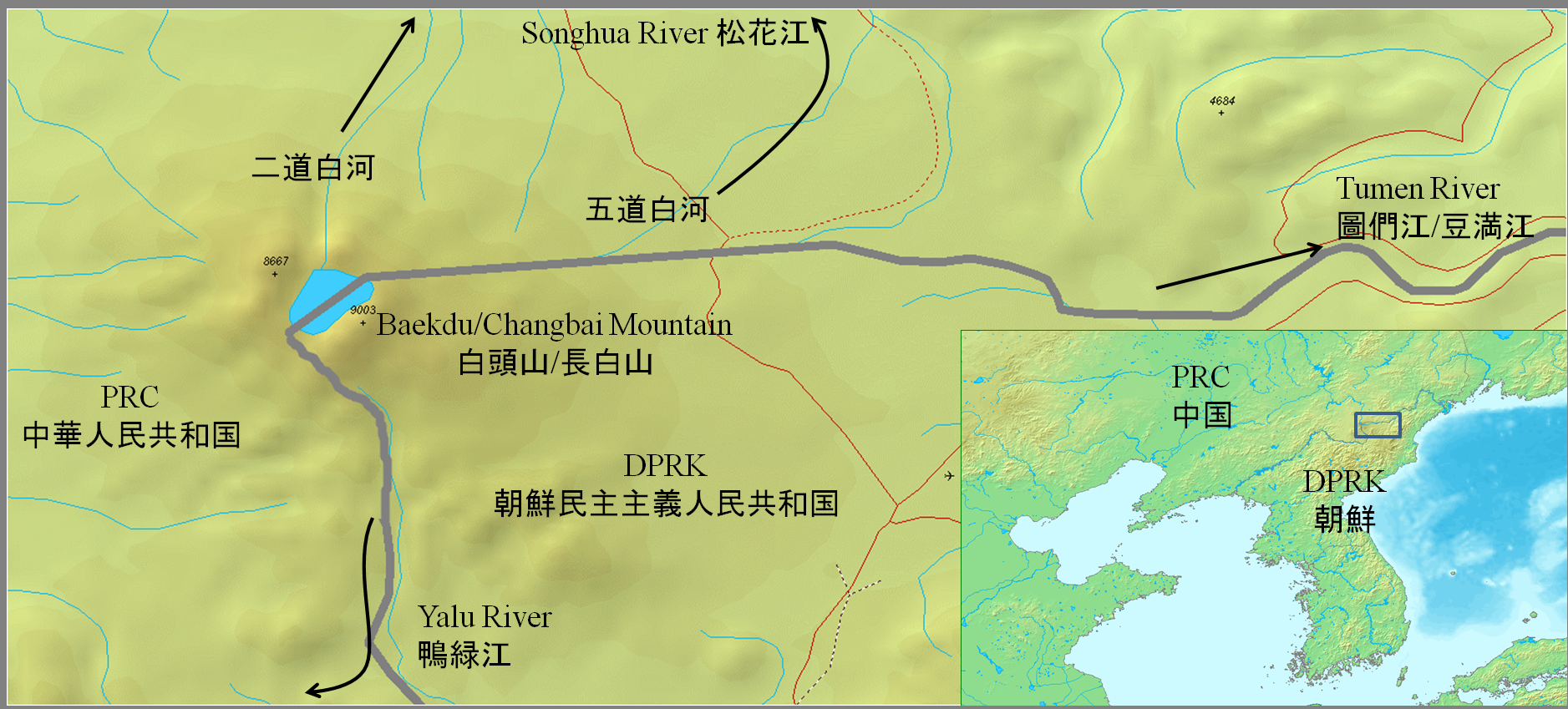
おおまかな白頭山付近の中朝国境線（Google map）

朝鮮人が満洲の豆満江以北地域である間島へと移住する動きが絶えず、1712年、清と朝鮮の役人達は白頭山の分水界に国境を示す白頭山定界碑を建てた。ここに書かれた、国境を「西方を鴨緑とし、東方を土門とする」という表記の解釈をめぐり、土門を豆満江とする清側の主張と、土門江（松花江支流）とする朝鮮側の主張が19世紀末から20世紀はじめにかけてぶつかりあった。
中朝辺界条約
1962年に結ばれた中朝辺界条約（ko:조중 변계 조약）によって中国が北朝鮮に譲歩し、天池上に中朝国境線が引かれる形で終結した。中国側の記録によると、元々白頭山全域は中国領内にあったが、この条約により、白頭山及び周辺地域を含む約1,200 km2の土地が中国から北朝鮮へ割譲され、天池の54.5%が北朝鮮に、45.5%が中国領としてほぼ半分に分割される事になった。これに対して韓国の民族主義者などは批判的であり、中国側の主張を北朝鮮が呑んだといい、松花江を境界とする主張を続けている。一方、中国側にもその後の文化大革命において、当時延辺朝鮮族自治州の州長を務めた朱徳海がこの件に触れ、「売国奴」として批判された。
韓国における主張
中国と北朝鮮の間では国境が画定しているが、中国と韓国の活動家グループの間で、白頭山および間島地域の領有権論争がある。韓国の活動家は、中国側で近年行われている経済開発、文化イベント、インフラ整備、観光資源開発、世界遺産への登録申請、冬季オリンピックの招致などはすべて、この白頭山地域全体の領有権を主張する動きの一環だとしている。中国側でこの地域を「長白山」と呼ぶこと自体に対しても韓国側は歴史の歪曲だとして反発している。中国の吉林省長春市で行われた2007年アジア冬季競技大会では中国が天池から聖火の採火を行うパフォーマンスを行い、韓国のショートトラック女子代表選手は授賞式で「白頭山は我々の領土」（朝鮮語: 백두산은 우리 땅!）と書かれたカードを掲げて中国当局の抗議を受けるなど領有権問題が国際的に認知されることとなった。中国側は「東北工程」プロジェクトでこの地域を研究に含んでいる。

## 観光

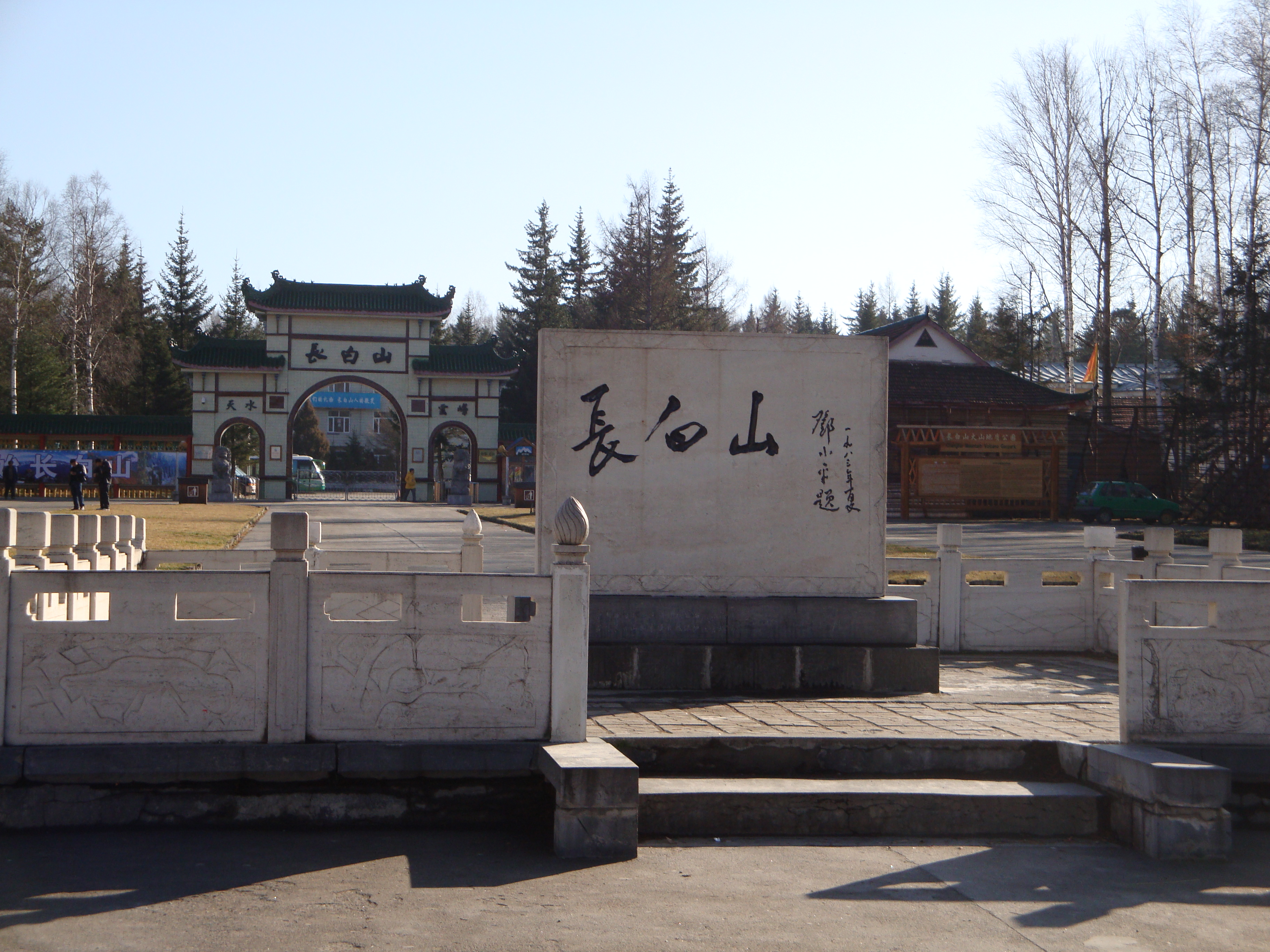
長白山の入口 2009年撮影

- 白頭山の外輪山: 天文峰（海抜2670m）など
- 鴨緑江： 白頭山（長白山）を源にし、中朝国境を境に成して黄海へと流れ込む全長803kmの川（北朝鮮最長）。
- 長白瀑布： 白頭山には他に兄弟の滝、思技文の滝がある。
- 天池： 白頭山頂にあるカルデラ湖。約100万年前に生じた。朝鮮の日の出は天池に始まると言われ、それは世にまれな神秘境を呈す。雪の中に咲くシロバナシャクナゲと湖水に棲むイワナが有名。
- 無頭峰： 白頭の橋から8km下りて行くと見られる標高1,930mの峰。踏査者の利用する無頭峰宿営閣がある。

中国または北朝鮮からの観光
中国の5A級観光地（2007年認定）。大瀑布や温泉などがあることから中国政府は観光地化を進めており、特に大連万達が開発するリゾート地区「長白山国際度假区」ではアジア最大級のスキー場などが建設されてハイアット・シェラトン・ウェスティンなど外資系ホテルも誘致されている。一方で、中国政府によって従来投資が歓迎されてきた韓国系や北朝鮮系のホテルが閉鎖に追い込まれていると報じられている。日本や韓国からツアー客が訪れる際は、夏季を中心として（7 - 9月頃）、交通等の便が良い中国側から主に入山する。長白山空港もあるが、一般人は通常鉄道で長春または瀋陽・通化から鉄道で二道白河駅まで行き、駅前に多数待機している四輪駆動車からチャーターして長白山の気象台まで行き、そこで下車して10分位で外輪山の天文峰へ歩いて登って、そこから天池を見下ろしたり、北朝鮮方面を眺める。復路では長白山温泉などを経由して、温泉卵の場所で停車し眼前にある長白瀑布を眺めて駅まで帰還する。
北朝鮮側（平壌からチャーター航空便を利用して三池淵飛行場へ飛行）からのツアーも行われている。最近、韓国の現代峨山が韓国から白頭山に向かう観光ツアーの実現について北朝鮮側と交渉を続けているが、今もって条件面で折り合いがついていない。

## スポーツ
- 中国の吉林省長春市で開催された2007年アジア冬季競技大会と2009年冬季ユニバーシアードは大成功を収め、これをきっかけに、中国政府は黒竜江省ハルビン市と中国側の長白山地域（長春）にて、2018年冬季オリンピックの招致に立候補することを表明していたが[44]、最終的に立候補を見送っている。

## 交通
空路および鉄道で、その後タクシーまたは相乗り・四駆の便がある。

### 中国側からのアクセス
- 空路
  - 長白山空港 - 吉林省白山市撫松県松江河鎮にできた。長白山の西景区まで15km、北景区まで120km、南景区まで135km。
- 鉄道
  - 高速鉄道：長春北駅 - 敦化駅 - 敦白旅客専用線 - 長白山駅
  - 普通列車：大連駅 - 通化駅 - 白河駅 (吉林省)（延辺朝鮮族自治州安図県白河二道鎮） - 相乗り・四駆

### 北朝鮮側からのアクセス
- 空路
  - 三池淵飛行場
- 鉄道
  - 三池淵モッカ駅 - 三池淵線

## 日本の気候への影響
白頭山はユーラシア大陸から日本に向け吹き付ける冬の季節風の経路中にある為、山体により気流が乱され日本海にカルマン渦や帯状対流雲を発生させる事がある（詳しくは日本海寒帯気団収束帯を参照）。この現象が発生すると、雲がぶつかる地域で局地的な大雪となる。

## その他
- NHKが外国メディアとしては初の白頭山（北朝鮮側）長期取材を行い、2001年にNHKスペシャルとして放送された。
- 勝利自動車工場から白頭山という自動車が製造されている。
- 071型揚陸艦の3番艦は長白山と名づけられてる。
- 中国が自力開発した高速鉄道は長白山号と名づけられている。

## ギャラリー

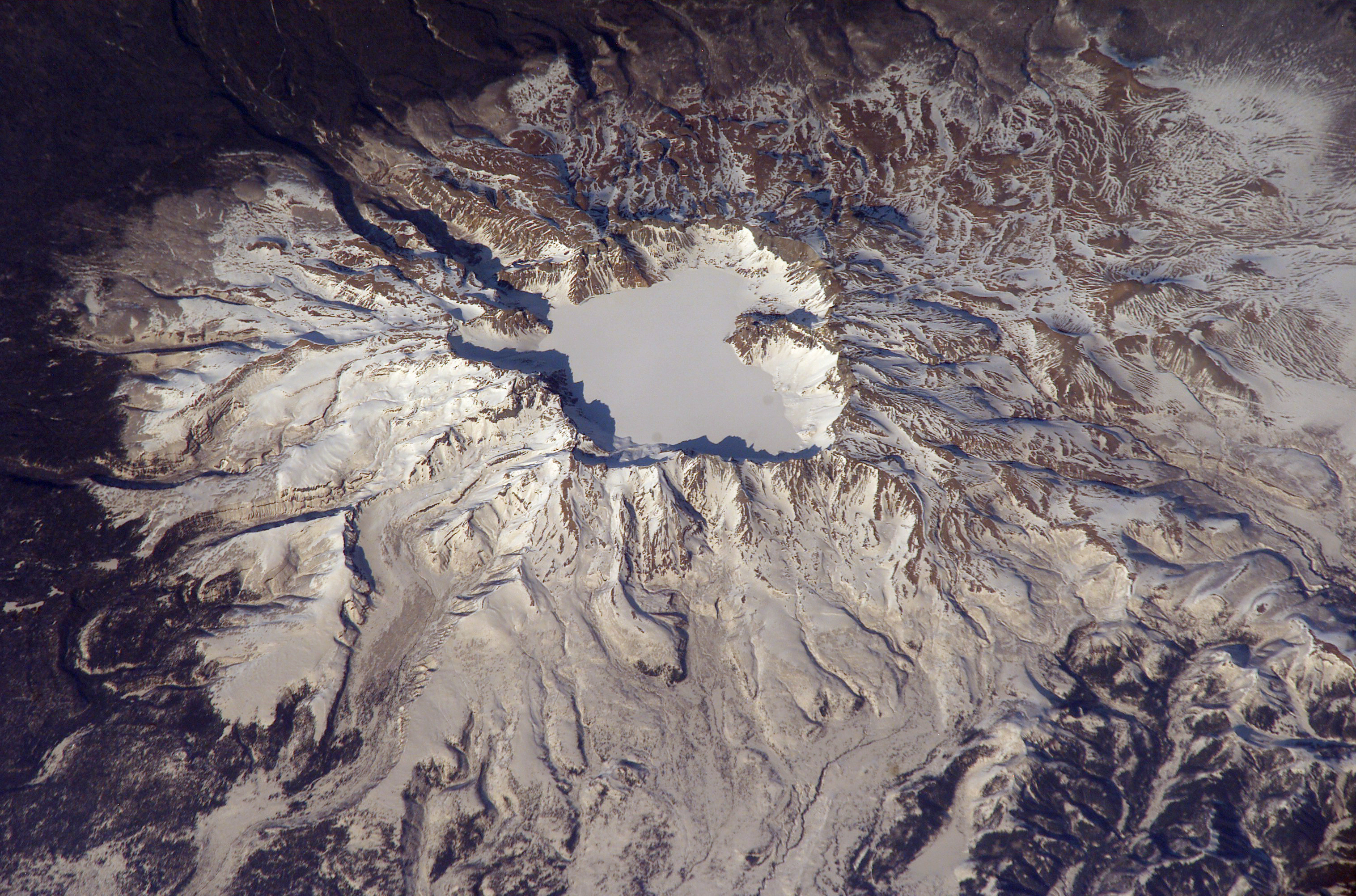
衛星画像
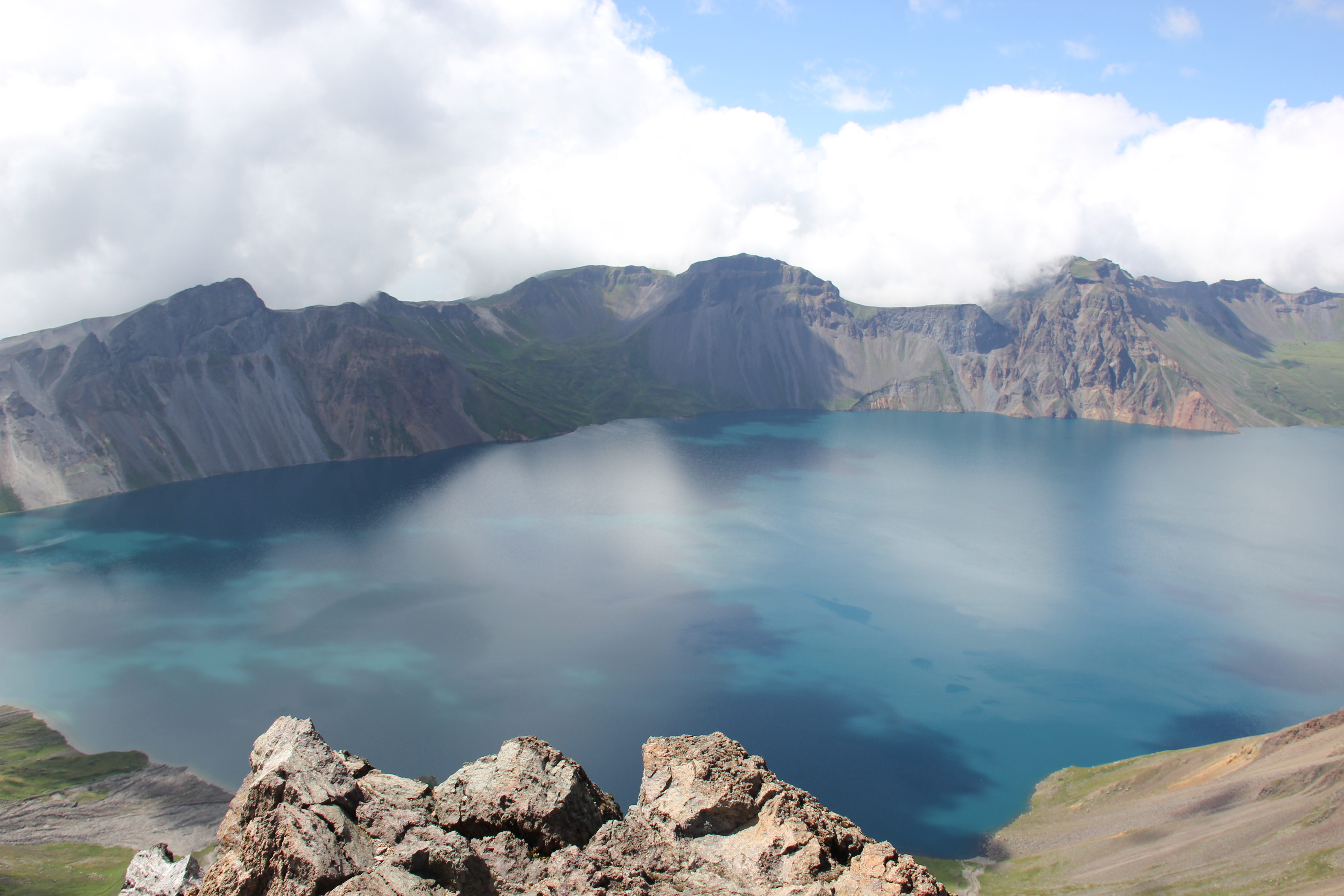
天池
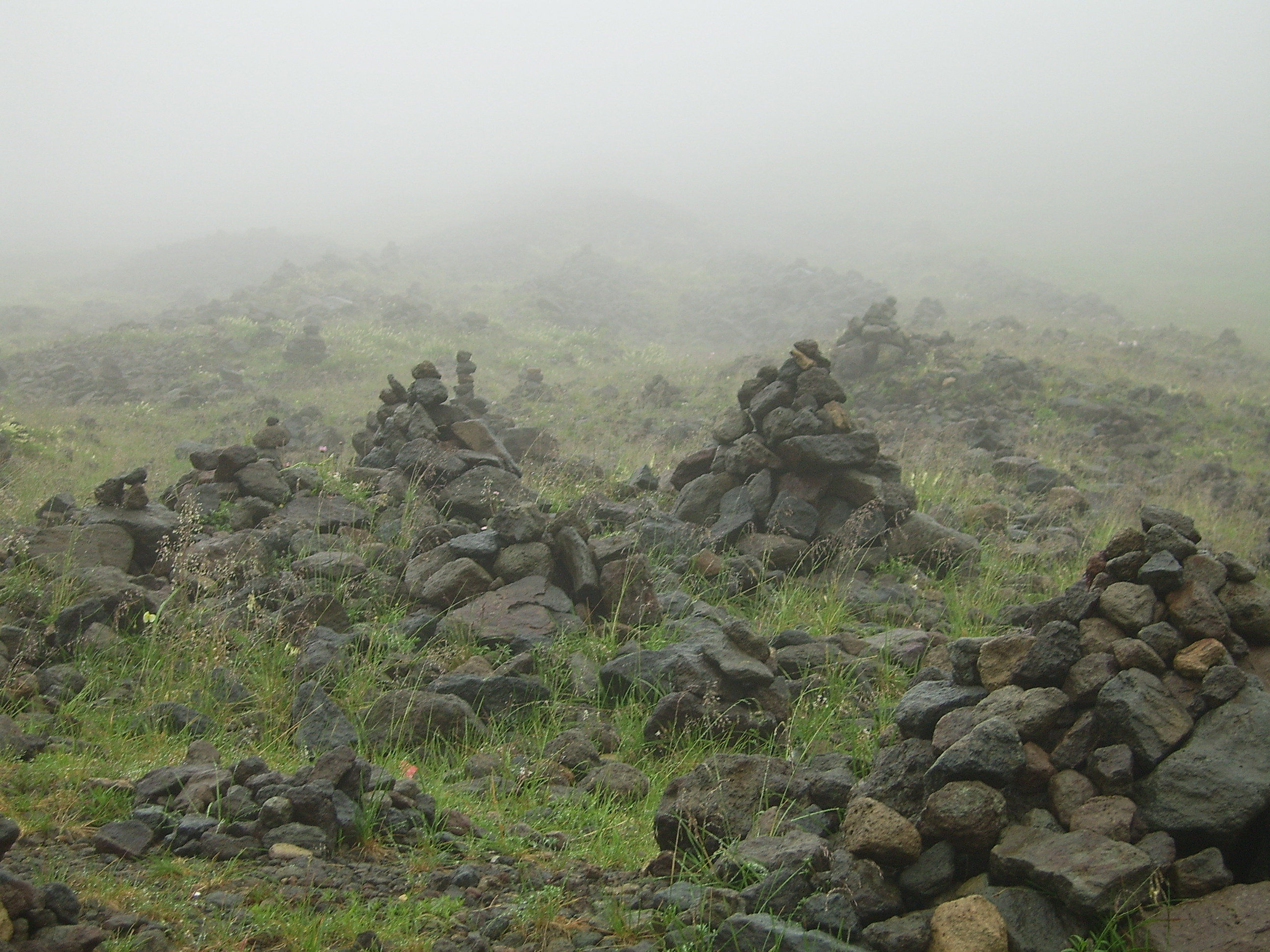
ケアン（ケルン）
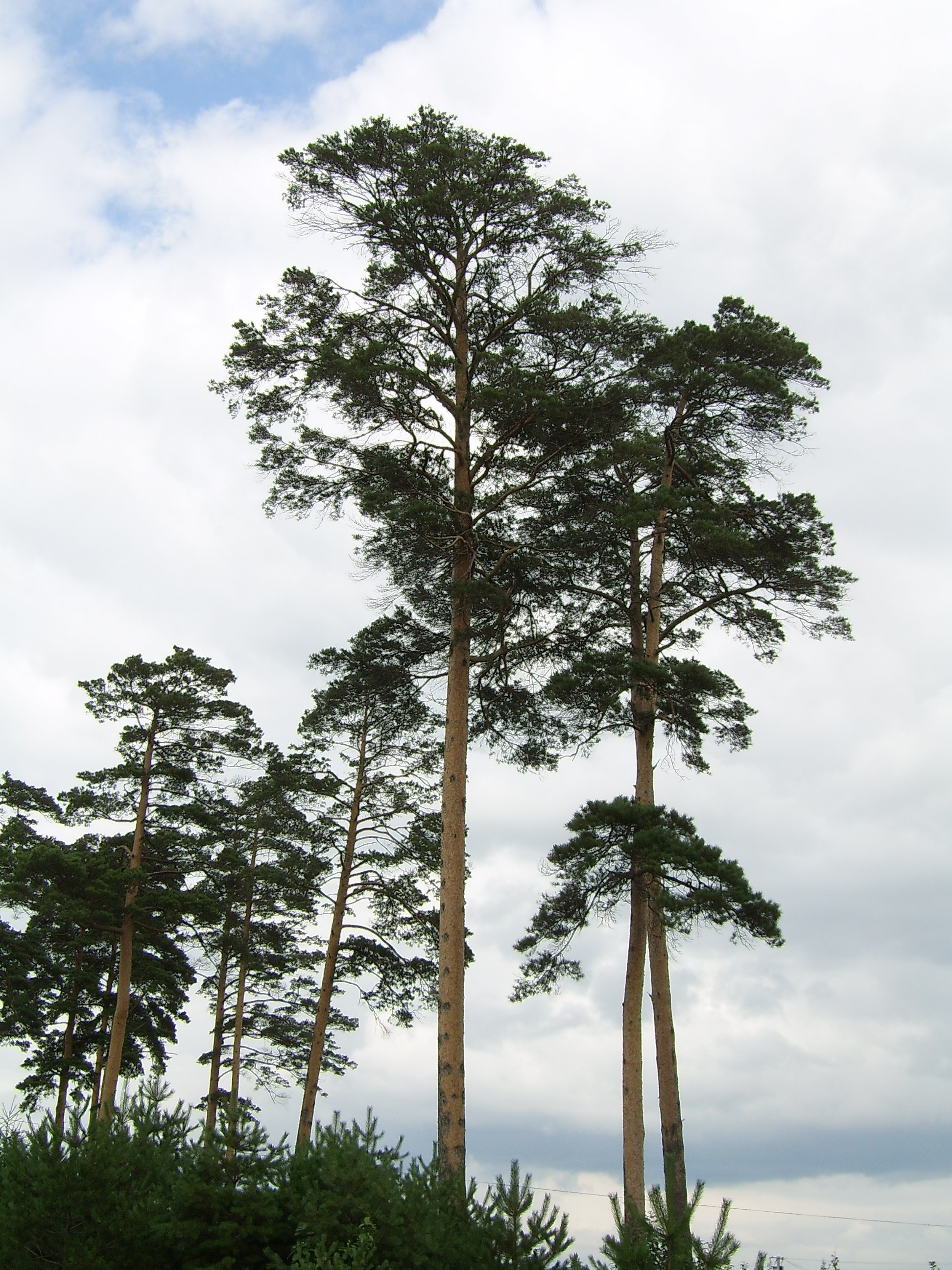
長白松（アカマツ）
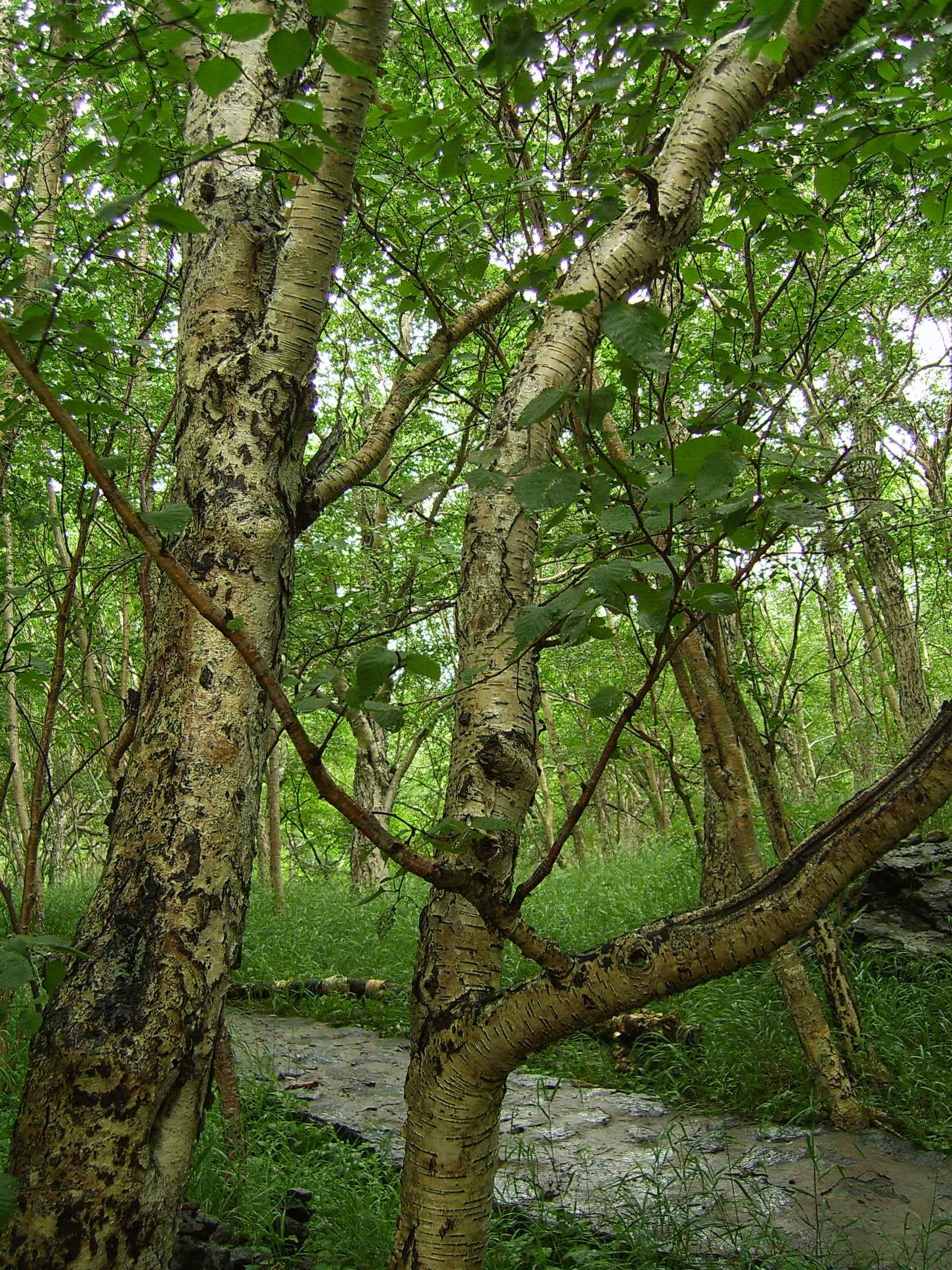
ダケカンバ

## 関連文献
- 『白頭山』外国文出版社、1982年。NDLJP:12210573。
- 今井通子,カモシカ同人隊『白頭山登頂記』朝日新聞社、1987年7月30日。ISBN 4-02-255734-6。NDLJP:12212851。